# Фридрих II (Баден)
Вижте пояснителната страница за други личности с името Фридрих II.
Фридрих II (на немски: Friedrich II von Baden, † 22 юни 1333) е от 1291 до 1333 г. маркграф на Маркграфство Баден и господар на Еберщайн.

## Произход
Той е първият син на маркграф Херман VII фон Баден († 12 юли 1291) и на Агнес фон Труендинген († сл. 1309). По-малките му братя са маркграфовете Рудолф IV († 1348) и Херман VIII († 1296).

## Фамилия
Първи брак: преди 16 октомври 1312 г. с Агнес фон Вайнсберг († 3 май 1320), дъщеря на Конрад III фон Вайнсберг († 1296) и Елизабет фон Катценелнбоген († 1330).Те имат децата:
- Херман IX († 13 април 1353), ∞ пр. 3 юни 1341 за Матилда фон Файхинген († 13 април 1381)?
- Фридрих († сл. 1332)

Втори брак: с Маргарета фон Файхинген († 1348), дъщеря на Конрад IV фон Калв-Файхинген († 1321). Те имат децата:
- Агнес († 1361), абатиса в манастир Лихтентал
- Ирмгард, монахиня в манастир Лихтентал
- Мария, монахиня в манастир Лихтентал